# إبرو تيمتيك
إبرو تيمتيك (1978 - 27 أغسطس 2020) كانت محامية حقوقية تركية من أصل كردي توفيت إثر إضراب عن الطعام سعيًا وراء محاكمة عادلة. لقد كانت واحدة من مجموعة تكونت من 18 محاميًا معروفين بتمثيل موكلين ينتقدون الحكومة التركية، والذين تم اعتقالهم في سبتمبر 2017.

## السيرة الشخصية
كانت تيميتك جزءً من مجموعة تتكون من 18 محاميًا تم القبض عليهم في سبتمبر 2017. كانوا جميعًا أعضاء في جمعية المحامين التقدميين (بالتركية: Çağdaş Hukukçular Derneği)‏ أو مكتب قانون الشعب (بالتركية: Halkın Hukuk Bürosu)‏، المعروف بتمثيله عملاءً ينتقدون الحكومة التركية. في مارس 2019، أدينت المجموعة بالانتماء أو الارتباط بجبهة–حزب التحرر الشعبي الثوري المحظور وحُكم عليهم بالسجن لمدد طويلة. لقد حُكم على تيمتيك بالسجن 13 عامًا و6 أشهر، وحُكم على آيتاك أونسال بالسجن 10 سنوات و6 أشهر. وصفت ميلينا بويوم، كبيرة مديري الحملات في منظمة العفو الدولية بشأن تركيا، الإدانات بأنها «تحريف للعدالة وتبرهن مرة أخرى على عجز المحاكم المشلولة تحت الضغط السياسي لتقديم محاكمة عادلة». كما طالبت بالإفراج عن المحامين دون قيد أو شرط وإلغاء الإدانات. وفي أكتوبر، رُفض استئناف تيمتيك أمام محكمة الاستئناف الإقليمية في إسطنبول، وفي وقت وفاتها، كان استئنافها أمام المحكمة العليا التركية معلقًا.

## الإضراب عن الطعام
في 2 يناير 2020، بدأت تيمتيك إضرابًا عن الطعام من أجل حقها في محاكمة عادلة وانضم إليها أونسال في 2 فبراير. وفي 5 أبريل، في يوم المحامين الأتراك، أعلن كلاهما أنهما سيمضيان صيامهما حتى وفاتهما. وفي 1 يونيو، قدمت الرابطة الدولية للمحامين الديمقراطيين التماسًا موقعًا من 365 محاميًا أجنبيًا و400 محام تركي إلى المحكمة العليا لحثها على تبرئة المحامين المسجونين. وفي الساعات الأولى من 30 يوليو، نُقل تيمتيك وأونسال من سجن سيليفري شديد الحراسة إلى مستشفيات منفصلة في إسطنبول. وفي 12 أغسطس 2020، بعثت الرابطة الأوروبية للمحامين من أجل الديمقراطية وحقوق الإنسان العالمية برسالة مفتوحة موجهة إلى الأمم المتحدة، أعربت فيها عن قلقها البالغ بشأن المحامين المضربين عن الطعام. لقد قالت ابنة عمها التي زارتها في المستشفى إنها تعرضت لضغوط حتى تفطر: «إنهم يناورون باستمرار لكسر إرادتها. إنهم يستخدمون كل ذريعة». وبعد 238 يومًا من الصوم، توفيت تيمتيك في 27 أغسطس 2020 بوزن يبلغ 30 كجم فقط. أصبحت رابع سجينة تركية تتوفى في إضراب عن الطعام هذا العام، بعد وفاة هيلين بوليك وإبراهيم كوكجك ومصطفى كوجاك في وقت سابق من هذا العام.

### العواقب
أفادت دويتشه فيله أن الشرطة التركية أعاقت مشاركة مؤيديها في مراسم الدفن في المقبرة، وواجهتهم بالعربات المدرعة وطائرة هليكوبتر والغاز المسيل للدموع.

## ردود الفعل على وفاتها
قوبل خبر وفاة تيمتيك بإدانات نحو القضاء التركي:
- كتبت السياسية التركية نسرين ناس على تويتر: «أنا آسفة للغاية. لقد أرادت فقط محاكمة عادلة. دولة تصم آذانها عن مطالبة مواطنيها بمحاكمة عادلة... إلى أين نتجه؟».[10]
- كتب الموسيقار التركي زولفو ليفانيلي على تويتر أن وفاتها كانت «موتًا للإنسانية والعدالة والضمير» في تركيا.[9]
- انتقدت السياسية المعارضة التركية سيزجين تانريكولو في مقابلة قرار عدم الإفراج عنها قائلة «عار على من لم يعطوا قرارا بالإفراج. لقد توسلنا إلى محكمة النقض [المحكمة العليا] للتعامل مع هذا الملف».[9]
- غرد محامون ديمقراطيون أوروبيون: «لقد بذلنا قصارى جهدنا من جميع أنحاء العالم، ولكن نتيجة للظلم والنظام القضائي التركي المختل، لم نتمكن من إخراجها من أيديهم».[17]
- صرحت مفوضة حقوق الإنسان دنيا مياتوفيتش: «إن وفاة السيدة تيمتيك دليل مأساوي على المعاناة الإنسانية التي تسبب بها النظام القضائي في تركيا الذي تحول إلى أداة لإسكات المحامين والمدافعين عن حقوق الإنسان والصحفيين، من خلال التجاهل المنهجي لأبسط الأمور. مبادئ سيادة القانون».[18]
- جاء في بيان صادر عن دائرة العمل الخارجي الأوروبي: «إن النتيجة المأساوية لكفاحهم من أجل محاكمة عادلة توضح بشكل مؤلم الحاجة الملحة للسلطات التركية للتصدي بمصداقية لحالة حقوق الإنسان في البلاد، والتي تدهورت بشدة في السنوات الأخيرة، فضلًا عن النواقص الخطيرة التي لوحظت في القضاء».[15]

## جائزة
منح مجلس نقابات المحامين وجمعيات القانون في أوروبا جائزة حقوق الإنسان لإيبرو تيمتيك بعد وفاتها في عام 2020.